# Плютей Роберта ложный
Плюте́й Ро́берта ло́жный (Pluteus pseudorobertii) — гриб рода плютей. В системе рода плютей С. П. Вассера этот вид относится к секции Fibulatus подрода Pluteus. Несъедобен.

## Описание
Шляпка диаметром 2,5—5 сантиметров, тонкомясистая, от колокольчатой или полуокруглой до плоско-выпуклой, с небольшим бугорком и ровным краем. Поверхность беловатая, обычно сухая, гладкая, волокнистая, в центре покрыта мелкими чешуйками буроватого или оливково серого, до черноватого цвета.
Пластинки свободные, широкие, частые, с пластиночками, белого, бледно-розового или розового цвета.
Ножка 2—5×0,2—0,5 см, цилиндрическая, центральная, изогнутая, сужающаяся кверху или к основанию, плотная. Поверхность волокнистая, блестящая, беловатая, у основания оливково-серая.
Мякоть беловатая, на срезе не изменяется, запах и вкус не выражены.
Остатки покрывал отсутствуют, споровый порошок розовый.
Споры гладкие, от широкоэллипсоидных, яйцевидные или цилиндрически-эллипсоидные, 5—7(8)×4,5—5,5 мкм.
Гифы c пряжками, в кожице шляпки шириной 4—14 мкм, бесцветные или пигментированные. Покровы ножки состоят из бесцветных цилиндрических гиф шириной 5—12 мкм.
Базидии четырёхспоровые, размерами 7—25×6—8 мкм, тонкостенные, булавовидные, бесцветные.
Хейлоцистиды размерами 40—65×10—15 мкм, булавовидные. Плевроцистиды 50—85×10—15 мкм, веретеновидные или бутылковидные, толстостенные, бесцветные, обычно несут апикулярный придаток с 2—3 зубцами или крючковидными отростками.

## Сходные виды
В буковых лесах встречаются другие представители рода Плютей (Pluteus) с небольшими светлоокрашенными плодовыми телами:
- Плютей Роберта (Pluteus robertii) отличается особенностями микроскопического строения;
- Плютей белый (Pluteus pellitus) отличается нежно-волокнистой, а не чешуйчатой шляпкой и микроскопическими признаками.[1][2]

## Экология и распространение
Сапротроф на остатках древесины в широколиственных лесах, главным образом буковых. Встречается очень редко, известен в Германии, Австрии, Венгрии, России (в Ленинградской и Самарской областях).
Сезон: август — октябрь.